# Rundfunkvolksbegehren
Das Rundfunkvolksbegehren war das erste Volksbegehren in Österreich und wurde im Jahr 1964 abgehalten. Ziel des Volksbegehrens war, den Österreichischen Rundfunk durch ein Gesetz aus der Tagespolitik und den jeweils herrschenden politischen Verhältnissen herauszuhalten, und ihn damit zu einem unabhängigen Medium zu machen.
Bis dahin war der Rundfunk von den Parteien der großen Koalition als Sprachrohr der Politiker im Dienste der Parteipolitik gesehen worden. Nach den Alliierten waren die einzelnen Dienste 1955 im Österreichischen Rundspruchwesen vereinigt worden, aus dem 1958 die Österreichischer Rundfunk Ges. m. b. H. entstand. Der Vorstand hatte in wichtigen Dingen einstimmig zu entscheiden und bestand aus einem Generaldirektor, einem Programmdirektor des Hörfunks, einem technischen Direktor und einem Fernsehdirektor. Nach dem Proporzsystem gehörten davon je zwei Männer der ÖVP und zwei der SPÖ an, wobei der Hörfunk schwarz (ÖVP) war und das Fernsehen rot (SPÖ).
Das bei der Einführung 1955 unterschätzte Fernsehen wurde inzwischen als meinungsbildend anerkannt und die Parteien kämpften um den Einfluss. Bei den Koalitionsverhandlungen 1963 wurde von Bundeskanzler Gorbach und Vizekanzler Pittermann ein Geheimabkommen ausgehandelt: Jeder leitende Posten von Rundfunk und Fernsehen sollte doppelt besetzt werden: Ein roter Leiter und ein schwarzer Stellvertreter, oder umgekehrt. Der Text des Geheimabkommens wurde dem Chef der Tageszeitung Kurier, Hugo Portisch, zugespielt.
Der Kurier initiierte daraufhin das Volksbegehren. Aber auch andere Zeitungen wie Kleine Zeitung, Wochenpresse, Salzburger Nachrichten oder Die Presse schlossen sich dem Begehren mit Aufrufen zum Unterschreiben an, während die betroffene Mediengruppe das Begehren in seiner Berichterstattung totschwieg. Die nächste Koalitionsregierung Klaus I stand dem Bestreben zwar wohlwollend gegenüber, innerhalb der Parteien fürchteten aber viele einen resultierenden Einflussverlust. Auch die Arbeiter-Zeitung als Organ der SPÖ erwähnte das Volksbegehren in der Unterschriftenphase mit keinem Wort und versuchte danach, die Bedeutung der großen Zahl an Unterschriften herunterzuspielen.
Die damals erforderlichen 200.000 Unterschriften wurden in der Eintragungszeit vom 5. Oktober bis zum 12. Oktober 1964 mit 832.353 Unterschriften weit übertroffen. Damit musste sich das Parlament mit dem Begehren eingehend beschäftigen. Das Gesetz kam im Nationalrat jedoch nicht über ein Entwurfsstadium hinaus, nicht zuletzt da im befassten Ausschuss jene Politiker saßen, die um ihren Einfluss fürchteten.
Im Wahlkampf zur Nationalratswahl 1966 nannte die ÖVP unter anderem ein ORF-Gesetz als Ziel. Nachdem Josef Klaus mit der ÖVP die absolute Mehrheit erlangt und die erste Alleinregierung gebildet hatte, löste er das Wahlversprechen ein. Am 8. Juli 1966 wurde das Rundfunkgesetz mit den Stimmen von ÖVP und FPÖ beschlossen und trat mit dem 1. Jänner 1967 in Kraft.